# Биринделли, Самуэле
Самуэле Биринделли (итал. Samuele Birindelli; род. 19 июля 1999, Пиза, Тоскана) — итальянский футболист, защитник клуба «Монца».
Самуэле — сын известного итальянского футболиста Алессандро Биринделли.

## Клубная карьера
Биринделли — воспитанник клуба «Пиза». 24 декабря 2016 года в матче против «Специи» он дебютировал в итальянской Серии B. По итогам сезона клуб вылетел в Серию C, но игрок остался в команде. 5 марта 2019 года в поединке против «Про Верчелли» Самуэле забил свой первый гол за «Пизу». В том же году он помог команде вернуться в Серию B. Летом 2022 года Биринделли перешёл в «Монцу», подписав контракт на четыре года. Сумма трансфера составила 1,5 млн. евро. 7 августа в поединке Кубка Италии против «Фрозиноне» Смауэле дебютировал за основной состав. 13 августа в матче против «Торино» он дебютировал в Серии A. 